# RT
RT (от Russia Today, Русия днес) е руска многоезична информационна телевизионна компания. Основният ѝ канал, RT International, базиран в Москва, е първият руски информационен канал, излъчващ денонощно на английски език. Той излъчва бюлетини с новини, документални филми, ток шоута и дебати, както и спортни новини и културни програми за Русия. RT се състои от три денонощни информационни канала, излъчващи от Москва в над 100 страни на английски, арабски и испански език, каналите RT America и RT UK, излъчващи в ефир от студия собствени във Вашингтон и в Лондон, документалния канал RTD, а също и видеоагентсвото за глобални новини Ruptly, предлагащо ексклузивни материали на други канали. RT е достъпна денонощно на 700 милиона зрители по цял свят. Според сайта на канала, RT предлага алтернативен поглед към текущите събития със сюжети, които не попадат на страниците и екраните на световните средства за масова комуникация и запознава аудиторията си с руската гледна точка за важни международни събития. През 2013 г. RT става първият в света канал за новини, който преминава 1 млрд. гледания в YouTube.
RT често е описван като средство за пропаганда на правителството на Русия и външната му политика. Компанията е обвинявана в разпространение на дезинформация от различни репортери, включително и от бивши репортери, работили за RT. Главният редактор на RT сравнява медията с министерството на отбраната на Русия, „водейки информационна война срещу целия Запад“.

## Признание
- През 2010 г. RT пръв от руските канали е номиниран за наградата Emmy Award за подробното отразяване на визитата на Барак Обама в Русия[17]. През 2012 г. каналът за втори път става номинант за същата награда за отразяване на протеста „Окупирай Уол Стрийт“[18][19]. През 2014 г. RT за трети път е на финала за Emmy за репортажите, посветени на гладната стачка на затворниците в Гуантанамо[20]. През 2016 г. каналът за четвърти път е финалист за наградата с репортажа за 70-ата сесия на Генералната асамблея на ООН[21].